# Wahl zum 19. Landtag von Rheinland-Pfalz

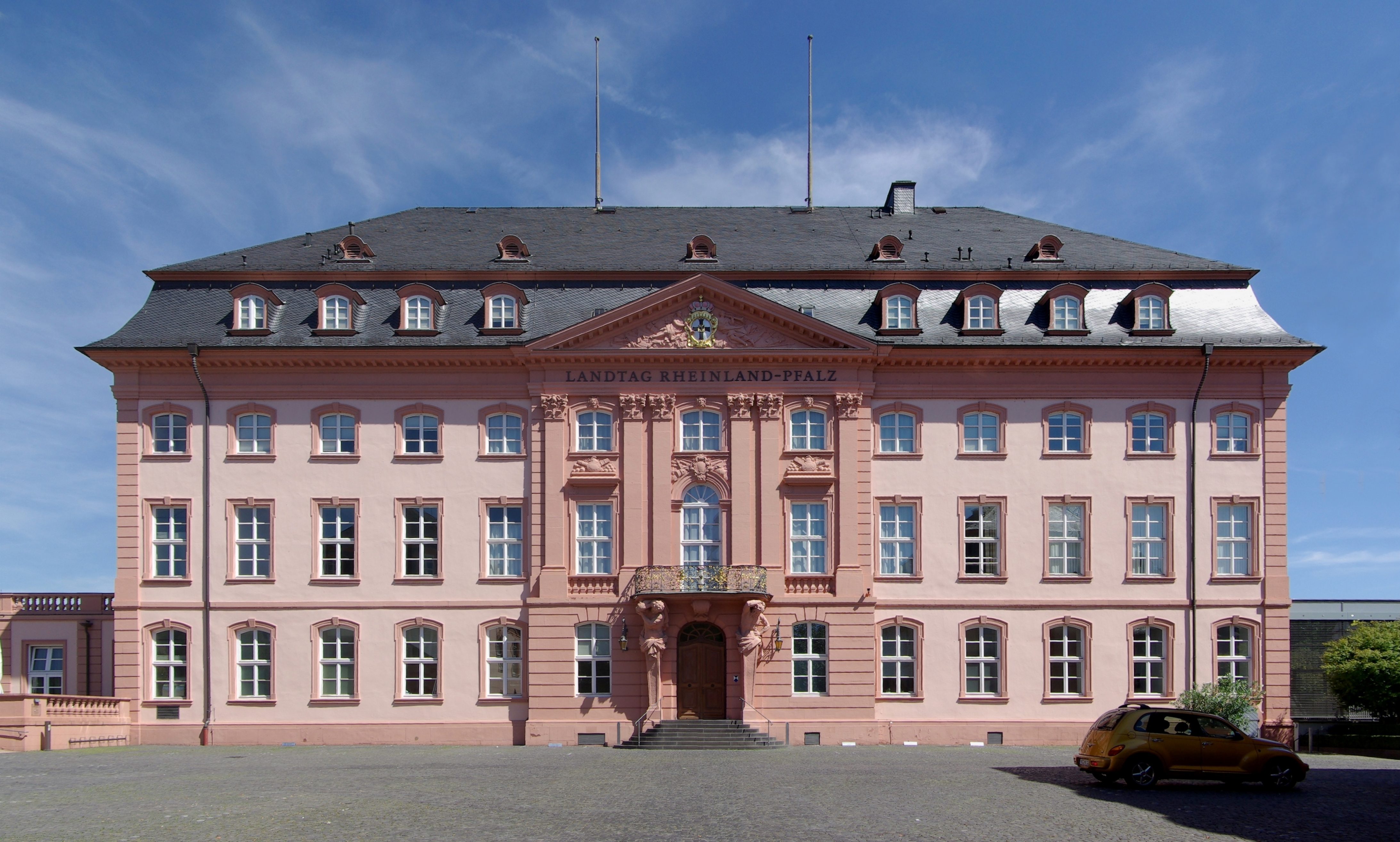
Deutschhaus Mainz, Sitz des Landtags Rheinland-Pfalz

Landtagswahlen in Rheinland-Pfalz mit Nichtwähleranteil und Ausschöpfungsquote

Die Wahl zum 19. Landtag von Rheinland-Pfalz wird voraussichtlich am 22. März 2026 stattfinden.

## Organisation

### Wahlrecht
Jeder Wähler hat zwei Stimmen. Die Erststimme, mit der ein Direktkandidat gewählt wird, heißt Wahlkreisstimme. Mit der Zweitstimme, die Landesstimme genannt wird, wird eine Partei oder Wählervereinigung gewählt. Sie ist maßgeblich für die Sitzzuteilung im Landtag. Die Zahl der Wahlkreise wurde 2019 von 51 auf 52 erhöht.
Parteien und Wählervereinigungen haben die Wahl, entweder eine in ganz Rheinland-Pfalz wählbare Landesliste oder jeweils eine Bezirksliste in den vier Wahlbezirken aufzustellen. Dabei muss nicht für jeden Wahlbezirk eine Bezirksliste aufgestellt werden, in diesem Fall besteht nicht im gesamten Land die Wählbarkeit mit der Landesstimme. Zur Landtagswahl 2021 wurden jedoch keine Bezirkslisten zur Wahl zugelassen.
Wahlvorschläge müssen bis zum 6. Januar 2026 eingereicht werden.

### Wahlkreise und Sitzzuteilung
→ Hauptartikel: Liste der Landtagswahlkreise in Rheinland-Pfalz
Berücksichtigt werden bei der Sitzzuteilung nur Parteien und Wählervereinigungen, die mindestens 5 Prozent der Landesstimmen erhalten.
Eine Grundmandatsklausel gibt es im Gegensatz zu Bundestagswahlen nicht. Die Anzahl der Landtagssitze beträgt grundsätzlich 101, wobei die Zahl der Direktmandate, die nicht auf eine die Sperrklausel überwindende Partei oder Wählervereinigung entfallen, von der Gesamtzahl abgezogen wird, ehe die weitere Sitzzuteilung erfolgt. 52 Sitze werden als Direktmandate vergeben.
Erhält eine Partei mehr Direktmandate, als ihr Sitze anhand der Verhältniswahl zustehen, erhalten die anderen Parteien Ausgleichsmandate. Dadurch erhöht sich gegebenenfalls die Gesamtzahl der Sitze. Für die Verteilung der Sitze auf die Landes- und Bezirkslisten wird das Divisorverfahren mit Standardrundung nach Sainte-Laguë/Schepers verwendet.

### Termin
Nach Artikel 84 der Verfassung für Rheinland-Pfalz muss die Wahl frühestens 57, spätestens 60 Monate nach dem Zusammentritt des vorherigen Landtags stattfinden. Im März 2025 wurde von der Landesregierung vorbehaltlich einer vorgezogenen Neuwahl der 22. März 2026 als Wahltermin festgelegt.

## Ausgangslage

### Vorherige Wahl 2021
Bei der Landtagswahl 2021 wurde die SPD unter Führung von Ministerpräsidentin Malu Dreyer stärkste Kraft mit 35,7 Prozent. Die CDU erreichte ihr schlechtes Ergebnis in Rheinland-Pfalz mit 27,7 Prozent. Die Grünen wurden unter Zugewinnen wieder drittstärkste Kraft mit einem Ergebnis von 9,3 Prozent.
Die AfD wurde unter Verlusten mit 8,3 Prozent viertstärkste Kraft im Rheinland-Pfälzischen Landtag. Die FDP erreichte 5,5 Prozent. Die Freien Wähler schafften es erstmals mit 5,4 Prozent in den Landtag.
→ Hauptartikel: Kabinett Dreyer III
Bereits vor der Wahl hatten alle drei Parteien der Ampelkoalition für deren Fortsetzung geworben. Die Machtverhältnisse innerhalb des Bündnisses änderten sich, da nun die Grünen statt der FDP zweitstärkste Partei waren.
Die SPD lud bereits am Tag nach der Wahl Grüne und FDP zu Sondierungsgesprächen ein. Knapp acht Wochen nach der Wahl vereinbarten SPD, Grüne und FDP, ihre bisherige Koalition fortzusetzen.
In der konstituierenden Sitzung des Landtages am 18. Mai 2021 wurde Malu Dreyer erneut zur Ministerpräsidentin gewählt und das Kabinett Dreyer III vereidigt.

### Rücktritt von Dreyer und Amtsantritt von Schweitzer
Dreyer gab am 19. Juni 2024 bekannt, dass sie ihr Amt bald an Sozialminister Alexander Schweitzer abgeben werde. Sie leidet an Multipler Sklerose und machte dies schon vor vielen Jahren öffentlich. Schweitzer hat damit fast zwei Jahre Zeit, sich als neuer Ministerpräsident zu profilieren.
Schweitzer wurde am 10. Juli 2024 vom Landtag zum neuen Ministerpräsidenten gewählt und bildete das Kabinett Schweitzer. Schweitzer berief Dörte Schall zu seiner Nachfolgerin im Amt des Arbeits- und Sozialministers; die übrigen Ministerinnen und Minister aus dem Kabinett Dreyer III bleiben im Amt. Er kündigte an, die Ampelkoalition auch nach der 19. Landtagswahl fortsetzen zu wollen.

### Bisher im Landtag vertretene Parteien
| Fraktion / Landesverband | Fraktion / Landesverband                                   | Kurzbe- zeichnung | Sitze          | Sitze           |
| Fraktion / Landesverband | Fraktion / Landesverband                                   | Kurzbe- zeichnung | nach Wahl 2021 | Stand 26.2.2025 |
| ------------------------ | ---------------------------------------------------------- | ----------------- | -------------- | --------------- |
|                          | Sozialdemokratische Partei Deutschlands                    | SPD               | 39             | 39              |
|                          | Christlich-Demokratische Union Deutschlands                | CDU               | 31             | 31              |
|                          | Bündnis 90/Die Grünen                                      | GRÜNE             | 10             | 09              |
|                          | Alternative für Deutschland                                | AfD               | 09             | 06              |
|                          | Freie Demokratische Partei                                 | FDP               | 06             | 06              |
|                          | Freie Wähler                                               | FREIE WÄHLER      | 06             | 04              |
|                          | Fraktionslose, davon: Bündnis Sahra Wagenknecht Parteilose | BSW —             | —              | 06 1 5          |

## Umfragen

### Sonntagsfrage

Verlauf der Umfragewerte bis Juni 2025

| Institut          | Datum      | SPD    | CDU    | Grüne  | AfD    | FDP    | FW    | Linke | BSW   | Sonst. |
| ----------------- | ---------- | ------ | ------ | ------ | ------ | ------ | ----- | ----- | ----- | ------ |
| Infratest dimap   | 05.06.2025 | 23 %   | 30 %   | 11 %   | 17 %   | 3 %    | 4 %   | 5 %   | —     | 7 %    |
| INSA              | 02.04.2025 | 21 %   | 28 %   | 9 %    | 19 %   | 2 %    | 3 %   | 9 %   | 5 %   | 6 %    |
| Bundestagswahl    | 23.02.2025 | 18,6 % | 30,6 % | 10,4 % | 20,1 % | 4,6 %  | 2,1 % | 6,5 % | 4,2 % | 2,9 %  |
| Infratest dimap   | 12.12.2024 | 24 %   | 32 %   | 11 %   | 14 %   | 4 %    | 4 %   | —     | 4 %   | 7 %    |
| Infratest dimap   | 11.07.2024 | 21 %   | 31 %   | 10 %   | 12 %   | 5 %    | 7 %   | —     | 5 %   | 9 %    |
| Europawahl        | 09.06.2024 | 17,5 % | 30,7 % | 9,3 %  | 14,7 % | 5,9 %  | 5,2 % | 1,7 % | 4,7 % | 10,3 % |
| Infratest dimap   | 22.02.2024 | 22 %   | 31 %   | 10 %   | 15 %   | 4 %    | 7 %   | —     | 4 %   | 7 %    |
| Infratest dimap   | 02.11.2023 | 22 %   | 31 %   | 12 %   | 17 %   | 5 %    | 5 %   | —     | —     | 8 %    |
| Infratest dimap   | 20.07.2023 | 25 %   | 31 %   | 11 %   | 16 %   | 5 %    | 6 %   | —     | —     | 6 %    |
| INSA              | 24.05.2023 | 28 %   | 27 %   | 11 %   | 14 %   | 6 %    | 5 %   | 2 %   | —     | 7 %    |
| Infratest dimap   | 30.03.2023 | 28 %   | 29 %   | 14 %   | 12 %   | 5 %    | 5 %   | —     | —     | 7 %    |
| Infratest dimap   | 15.12.2022 | 28 %   | 29 %   | 15 %   | 11 %   | 5 %    | 5 %   | —     | —     | 7 %    |
| INSA              | 25.11.2022 | 28 %   | 28 %   | 13 %   | 13 %   | 5 %    | 5 %   | 2 %   | —     | 6 %    |
| Infratest dimap   | 29.09.2022 | 27 %   | 27 %   | 14 %   | 12 %   | 8 %    | 4 %   | —     | —     | 8 %    |
| Infratest dimap   | 10.03.2022 | 34 %   | 26 %   | 11 %   | 7 %    | 9 %    | 5 %   | —     | —     | 8 %    |
| Infratest dimap   | 25.11.2021 | 34 %   | 21 %   | 12 %   | 8 %    | 11 %   | 6 %   | —     | —     | 8 %    |
| Bundestagswahl    | 26.09.2021 | 29,4 % | 24,7 % | 12,6 % | 9,2 %  | 11,7 % | 3,6 % | 3,3 % | —     | 5,5 %  |
| Infratest dimap   | 09.09.2021 | 40 %   | 23 %   | 9 %    | 8 %    | 6 %    | 5 %   | 3 %   | —     | 6 %    |
| Infratest dimap   | 15.07.2021 | 38 %   | 24 %   | 9 %    | 8 %    | 6 %    | 6 %   | 3 %   | —     | 6 %    |
| Landtagswahl 2021 | 14.03.2021 | 35,7 % | 27,7 % | 9,3 %  | 8,3 %  | 5,5 %  | 5,4 % | 2,5 % | —     | 5,7 %  |

### Direktwahl Ministerpräsident
| Institut        | Datum      | Alexander Schweitzer (SPD) | Gordon Schnieder (CDU) | keiner/ weiß nicht |
| --------------- | ---------- | -------------------------- | ---------------------- | ------------------ |
| Infratest dimap | 05.06.2025 | 40 %                       | 17 %                   | 43 %               |
| Infratest dimap | 12.12.2024 | 37 %                       | 12 %                   | 51 %               |